# Churwalden (krets)
Churwalden var en krets i distriktet Plessur i den schweiziska kantonen Graubünden. Den omfattar kommunerna Churwalden, som geografiskt motsvarar floden Rabiusas dalgång Churwaldnertal, och Tschiertschen-Praden som ligger söder om floden Plessur i dalgången Schanfigg.
Kretsen bildades 1851 av ett tidigare tingslag med samma namn, med tillägg av byn Praden, som tidigare tillhört Langwies' tingslag.

## Språk och religion
Befolkningen talade tidigare rätoromanska och var katolskt kristen, men vid medeltidens slut hade man gått över till tyska språket och den reformerta läran. Undantaget är kyrkan i byn Churwalden, som användes av bägge trosinriktningar fram till 1968, då en egen reformert kyrka byggdes, och den gamla kyrkan blev enbart katolsk.

## Indelning
| Vapen                | Kommun               | Invånare 2012-12-31 | Yta i km² |
| -------------------- | -------------------- | ------------------- | --------- |
| Churwalden           | Churwalden           | 2 083               | 48,54     |
| Tschiertschen-Praden | Tschiertschen-Praden | 311                 | 27,74     |